# Djanglanmey
Djanglanmey è un arrondissement del Benin situato nella città di Grand-Popo (dipartimento di Mono) con 5.821 abitanti (dato 2006).